# Parco regionale di Gražutė
Il parco regionale di Gražutė (in lituano Gražutės regioninis parkas) è un parco regionale del nord-est della Lituania e comprende un'area di 57.000 ettari, situato nella regione dell'Aukštaitija (il 90% rientra nel comune distrettuale di Zarasai, la restante parte appartiene al comune distrettuale di Ignalina). Istituito nel 1992, l’ente parco di Gražutė ha un logo ufficiale.
La sede del parco si trova a Salakas. È stato istituito al fine di preservare e valorizzare i paesaggi collinari e boschivi dell’area che circonda lo Šventoji oltre alle bellezze architettoniche e alle specie animali. particolarmente preziosi, l'ecosistema naturale e i valori etnoculturali. La superficie totale è di circa 29.700 ettari.

## Bellezze naturali
Il Parco regionale di Gražutė è uno dei più importanti del Paese baltico. All’areale appartengono diversi centri abitati quali (Antalieptė, il lago Luodis, Samavas, il lago Dūkštas, il lago Šventas, ecc.). Il parco protegge anche le foreste che circondano il fiume Šventoji e, conseguentemente, le varie isolette che ne fanno parte. Circa 1/5 del territorio del parco è coperto da specchi d’acqua.
Una zona collinare frequentata dai turisti è quello che circonda Tumiškė, oltre ai tanti laghi. La più grande area è occupata dalla foresta di Gražutė, era foresta frequentata dall’uomo già in tempi antichi. A causa della grande diversità di habitat, qui ci sono molte specie animali e vegetali protette. Nel parco è possibile ammirare la rara alce.

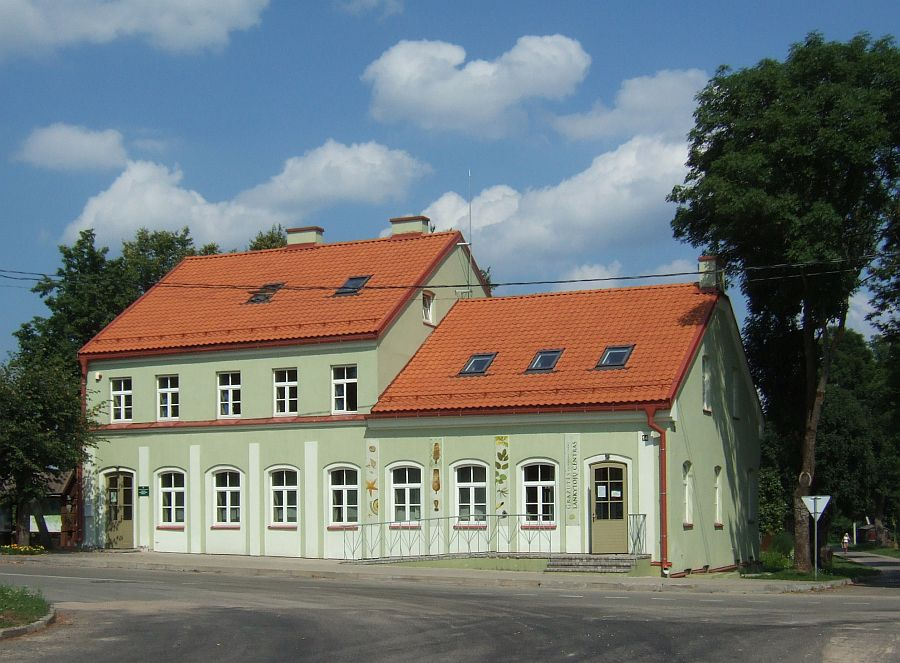
Sede del parco regionale

## Patrimonio culturale

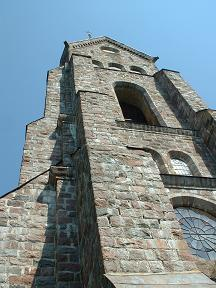
Basilica di Salakas

La città di Salakas ospita l’imponente chiesa in pietra di Maria Addolorata, edificata seguendo lo stile neogotico. Nella valle del fiume Šventoji, si sviluppa Antalieptė, la quale ospita un monastero dei Carmelitani eretto nel XVIII secolo.
Nel parco vi sono nove tumuli sepolcrali che sono frequentemente visitati e si trovano nei pressi dello Šventoji, in passato eretti da tribù seloniche. La collina Sokiškiai vicino a Dūkštas, era frequentata già nel II-I millennio a.C.
Il maniero di Dūkštas, costruito tra il XVIII e il XIX secolo e frequentato dal poeta Adomas Mickevičius, è ad oggi un centro culturale.

## Turismo
Ai visitatori del parco, è stato reso recentemente possibile campeggiare sul lago Asavas nel distretto di Zarasai e sul lago Skaidris nel distretto di Ignalina. È possibile effettuare anche gite in barca su diversi fiumi (sui più di 200 km di fiume percorribili) e laghi del posto, oltre alla possibilità di visitare il Museo Marino di Salakas e il mulino ad acqua di Tiltiškės.